# حكومة المغرب 2007
الحكومة المغربية لـ2007 أو حكومة عباس الفاسي هي الحكومة التنفيذية التاسعة والعشرون منذ استقلال المملكة المغربية (1956) رأسها عباس الفاسي (عن حزب الاستقلال). نتجت عن الانتخابات التشريعية المغربية 2007. وعُيّنت هذه الحكومة الائتلافية رسميّاً من قبل ملك المغرب يوم 15  بعد أن استمرت مشاورات التشكيل أكثر من 14 يوما.
تضم حكومة عباس الفاسي وزراء من حزب الاستقلال إضافة إلى وزراء من أحزاب الاتحاد الاشتراكي للقوات الشعبية، التقدم والاشتراكية، التجمع الوطني للاحرار، الحركة الشعبية وآخرون مستقلّون.

## الائتلاف الحكومي
بعد اسبوعين من المفاوضات بين رئيس الحكومة عباس الفاسي والأحزاب السياسية المشاركة في الحكومة، كُشف النقاب رسميا عن التحالف يوم 7  أكتوبر 2007 عقب اجتماع الفاسي مع الأمناء العامين للأحزاب بعد أن قبلت المشاركة.
|  | رتبة | الحزب                                   | % (برلمان 2007) | المقاعد (برلمان 2007) | عدد الوزراء |
|  | ---- | --------------------------------------- | --------------- | --------------------- | ----------- |
|  | 1    | حزب الاستقلال (PI)                      | 16 %            | 52 (+4)               | ؟؟          |
|  | 3    | الحركة الشعبية (MP)                     | 12,61 %         | 41 ( +14)             | ؟؟          |
|  | 4    | التجمع الوطني للاحرار (RNI)             | 12 %            | 39 (▼ -4)             | ؟؟          |
|  | 5    | الاتحاد الاشتراكي للقوات الشعبية (USFP) | 11,69 %         | 38 (▼ -12)            | ؟؟          |
|  | 7    | حزب التقدم والاشتراكية (PPS)            | 5,23 %          | 17 ( +6)              | ؟؟          |
|  | --   | المجموع                                 | 57,53 %         | 187 ( +8)             | 34          |

## التوزيع الوزاري
| # | الوزارة | اسم الوزير          | عن حزب                           | موقع الوزارة | ملاحظة |
| --- | --- | ------------------- | -------------------------------- | ------------ | ------ |
| 1 | الوزارة الأولى                                                                                             | عباس الفاسي         | حزب الاستقلال                    | --           | --     |
| 2 | وزارة الدولة                                                                                               | محمد اليازغي        | الاتحاد الاشتراكي للقوات الشعبية | --           |        |
| الوزراء | |                     |                                  |              |        |
| 3 | وزير العدل                                                                                                 | عبد الواحد الراضي   | الاتحاد الاشتراكي للقوات الشعبية | --           |        |
| 4 | وزير الداخلية                                                                                              | شكيب بنموسى         | تقنقراط                          | --           |        |
| 5 | وزير الشؤون الخارجية والتعاون                                                                              | الطيب الفاسي الفهري | حزب الاستقلال                    | --           |        |
| 6 | وزير الأوقاف والشؤون الإسلامية                                                                             | أحمد التوفيق        | تقنقراط                          | --           |        |
| 7 | الأمين العام للحكومة                                                                                       | إدريس الضحاك        | تقنقراط                          | --           |        |
| 8 | الوزير المكلف بالعلاقات مع البرلمان                                                                        | محمد سعد العلمي     | حزب الاستقلال                    | --           |        |
| 9 | وزير الاقتصاد والمالية                                                                                     | صلاح الدين مزوار    | التجمع الوطني للأحرار            | --           |        |
| 10 | وزير التجهيز والنقل                                                                                        | كريم غلاب           | حزب الاستقلال                    | --           |        |
| 11 | وزير الإسكان والتعمير والتنمية المجالية                                                                    | أحمد توفيق حجيرة    | حزب الاستقلال                    | --           |        |
| 12 | وزير السياحة والصناعة التقليدية                                                                            | محمد بوسعيد         | التجمع الوطني للأحرار            | --           |        |
| 13 | وزيرة الطاقة والمعادن والماء والبيئة                                                                       | أمينة بن خضراء      | التجمع الوطني للأحرار            | --           |        |
| 14 | وزيرة الصحة                                                                                                | ياسمينة بادو        | حزب الاستقلال                    | --           |        |
| 15 | وزيرة الشباب والرياضة                                                                                      | نوال المتوكل        | التجمع الوطني للأحرار            | --           |        |
| 16 | وزير الفلاحة والصيد البحري                                                                                 | عزيز أخنوش          | التجمع الوطني للأحرار            | --           |        |
| 17 | وزير التربية الوطنية والتعليم العالي وتكوين الأطر والبحث العلمي                                            | أحمد أخشيشن         | --                               | --           |        |
| 18 | وزير الاتصال الناطق الرسمي باسم الحكومة                                                                    | خالد الناصري        | حزب التقدم والاشتراكية           | --           |        |
| 19 | وزير التشغيل والتكوين المهني                                                                               | جمال أغماني         | الاتحاد الاشتراكي للقوات الشعبية | --           |        |
| 20 | وزير الصناعة والتجارة والتكنولوجيات الحديثة                                                                | أحمد الشامي         | الاتحاد الاشتراكي للقوات الشعبية | --           |        |
| 21 | وزير التجارة الخارجية                                                                                      | عبد اللطيف معزوز    | حزب الاستقلال                    | --           |        |
| 22 | وزيرة التنمية الاجتماعية والأسرة والتضامن                                                                  | نزهة الصقلي         | حزب التقدم والاشتراكية           | --           |        |
| 23 | وزيرة الثقافة                                                                                              | ثريا جبران          | --                               | --           |        |
| الوزراء الملحقون | |                     |                                  |              |        |
| 24 | الوزير المنتدب لدى الوزير الأول، المكلف بإدارة الدفاع الوطني                                               | عبد الرحمان السباعي | --                               | --           |        |
| 25 | الوزير المنتدب لدى الوزير الأول، المكلف بالشؤون الاقتصادية والعامة                                         | نزار بركة           | حزب الاستقلال                    | --           |        |
| 26 | الوزير المنتدب لدى الوزير الأول، المكلف بتحديث القطاعات العامة                                             | محمد عبو            | التجمع الوطني للأحرار            | --           |        |
| 27 | الوزير المنتدب لدى الوزير الأول، المكلف بالجالية المغربية المقيمة بالخارج                                  | محمد عامر           | الاتحاد الاشتراكي للقوات الشعبية | --           |        |
| كاتبوا الدولة | |                     |                                  |              |        |
| 28 | كاتب الدولة لدى وزيرة الطاقة والمعادن والماء والبيئة، المكلف بالماء والبيئة                                | عبد الكبير زهود     | --                               | --           |        |
| 29 | كاتب الدولة لدى وزير السياحة والصناعة التقليدية، المكلف بالصناعة التقليدية                                 | أنيس بيرو           | التجمع الوطني للأحرار            | --           |        |
| 30 | كاتب الدولة لدى وزير الداخلية                                                                              | محمد سعد حصار       | --                               | --           |        |
| 31 | كاتبة الدولة لدى وزير التربية الوطنية والتعليم العالي وتكوين الأطر والبحث العلمي، المكلفة بالتعليم المدرسي | لطيفة العابدة       | --                               | --           |        |
| 32 | كاتب الدولة لدى وزير الشؤون الخارجية والتعاون                                                              | أحمد لخريف          | --                               | --           |        |
| 33 | كاتبة الدولة لدى وزير الشؤون الخارجية والتعاون                                                             | لطيفة أخرباش        | --                               | --           |        |
| 34 | كاتب الدولة لدى وزير الإسكان والتعمير والتنمية المجالية، المكلف بالتنمية الترابية                          | عبد السلام المصباحي | --                               | --           |        |
| - وزارة سيادية: وزارة تابعة للقصر الملكي مباشرة (تم تقليص عددها بدستور 2011) - وزارة منتدبة: هي «وزارة ملحقة» بوزارة رئيسية أخرى - --: معلومة غير متوفرة أو غير موجودة - تعديل 22 دسمبر 2008 إعفاء السيد أحمد لخريف كاتب الدولة لدى وزير الشؤون الخارجية - تعديل 29 يوليو 2009 السيد محند العنصر وزير دولة السيد منصف بلخياط وزير الشبيبة والرياضة السيد بنسالم حميش وزير الثقافة السيد أوزين محمد كاتب الدولة في الشؤون الخارجية والتعاون - تعديل 04 يناير 2010 السيد طيب الشرقاوي وزيرا للداخلية السيد محمد الناصري وزيرا للعدل السيد ياسر الزناكي وزيرا للسياحة والصناعة التقليدية السيد إدريس لشكر وزيرا مكلفا بالعلاقات مع البرلمان السيد محمد سعد العلمي وزيرا منتدب لدى الوزير الأول مكلف بتحديث القطاعات العامة المصدر: الموقع الرسمي للحكومة المغربية | |                     |                                  |              |        |

## هوامش ومصادر
1. ↑  الملك يعين أعضاء الحكومة الجديدة - وكالة المغرب العربي للأنباء - 3-1-2012 نسخة محفوظة 20 مارس 2017 على موقع واي باك مشين. "نسخة مؤرشفة". مؤرشف من الأصل في 2012-06-25. اطلع عليه بتاريخ 2020-10-10.
2. 1 2  هيسبرس > سياسة > الملك محمد السادس يعين أعضاء الحكومة الجديدة (لائحة الوزراء) نسخة محفوظة 23 مارس 2017 على موقع واي باك مشين.
3. ↑  الموقع الرسمي للحكومة المغربية > المؤسسات > الحكومة > تاريخ الحكومات المغربية الولوج 04-01-2012 نسخة محفوظة 16 يوليو 2016 على موقع واي باك مشين.